# Francis Meadow Sutcliffe

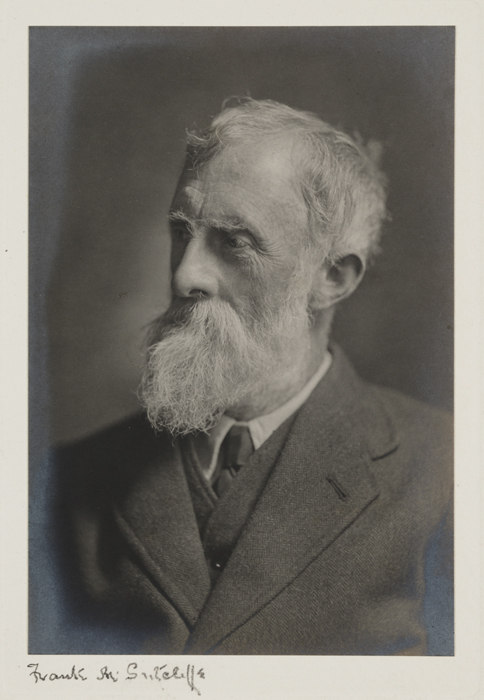
Zelfportret, 1928

Francis Meadow (Frank) Sutcliffe (Headingley, Leeds, 6 oktober 1853 - Whitby, 31 mei 1941) was een Brits fotograaf. Hij wordt gezien als een voorloper van het picturalisme.

## Leven
Sutcliffe werd geboren als zoon van een etser, met contacten in de hoogste kunstkringen, onder andere bevriend met John Ruskin. Hij ging naar een private school en kreeg later een technische opleiding, waar hij ook leerde fotograferen. Aanvankelijk ging Sutcliffe werken als portretfotograaf in Tunbridge Wells, Kent. Later vestigde hij zich in het vissersplaatsje Whitby, North Yorkshire, waar hij een fotostudio opende en de rest van zijn leven bleef wonen.
Sutcliffe maakte vooral naam met zijn foto’s van Whitby en de eenvoudige mensen die er woonden. Ze geven een uniek tijdsbeeld van het victoriaanse leven en de verdwenen wereld in het kleine visserdorpje. Zijn bekendste foto is Water Rats (1886), dat door de lokale overheden in Whitby vanwege het tonen van naakte kinderen verboden werd, maar uiteindelijk werd aangekocht door prins Edward van Wales. Zijn werk vertoont veel verwantschap met dat van zijn land- en tijdgenoot Peter Henry Emerson.
Sutcliffe publiceerde ook diverse werken over fotografie en was columnist voor de plaatselijke krant. Hij trouwde in 1875 met de dochter van de lokale schoenmaker en had een zoon en drie dochters. Hij stierf in 1941, op 87-jarige leeftijd.

## Whitby, rond 1890

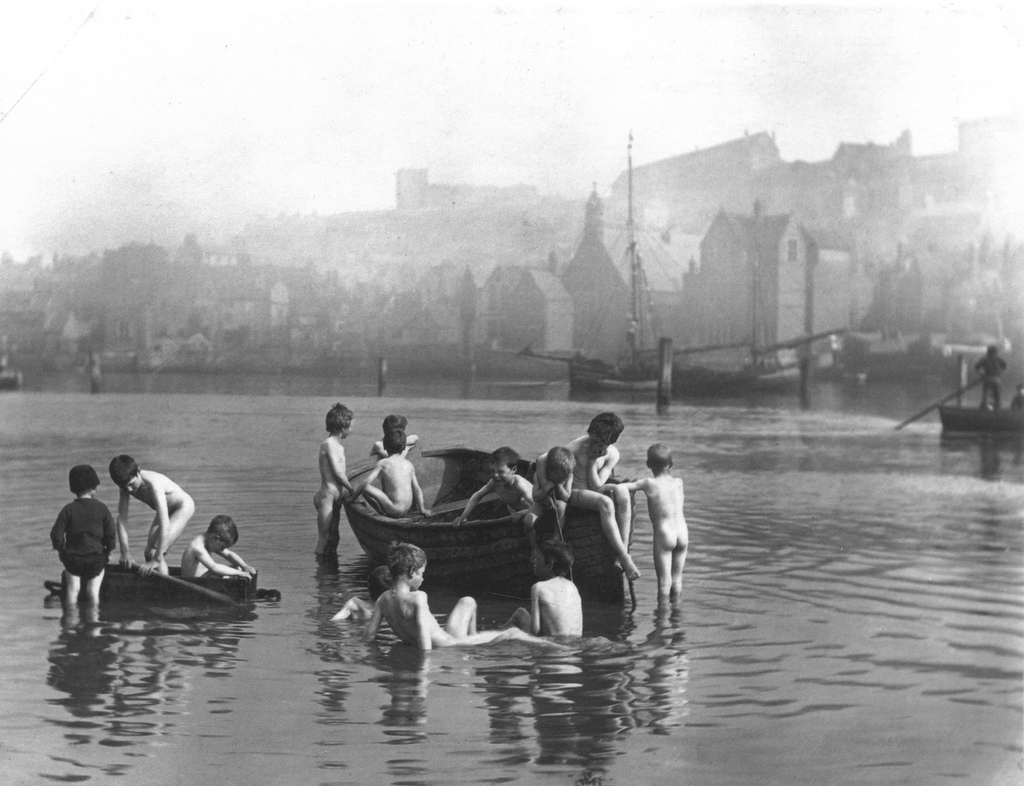
Waterrats
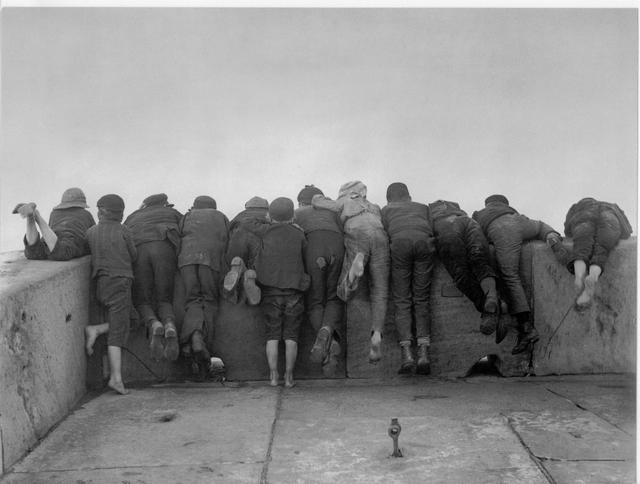
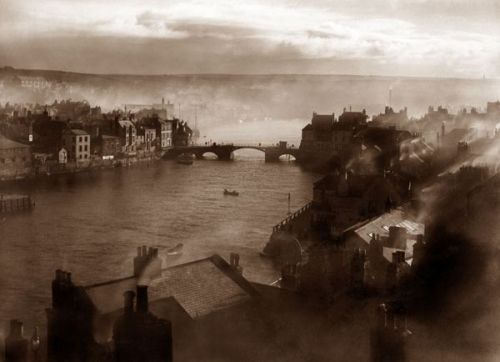
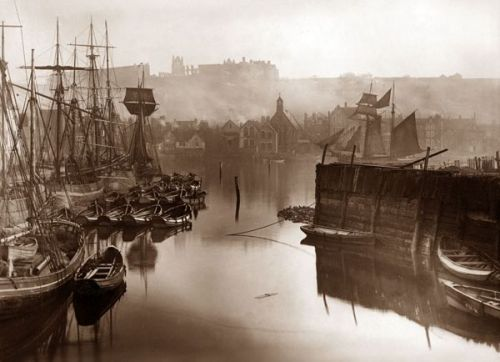
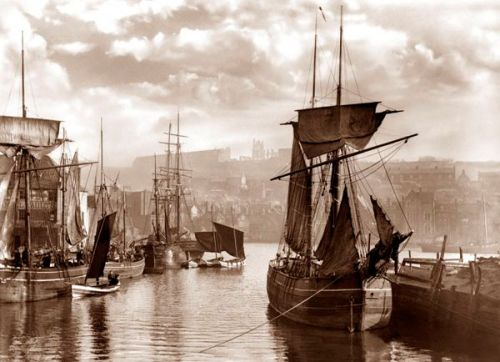
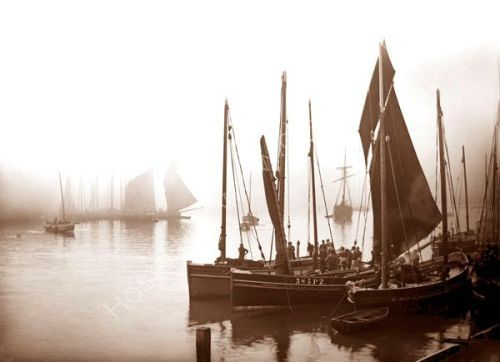
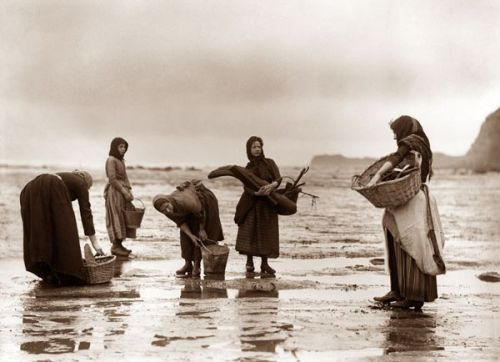
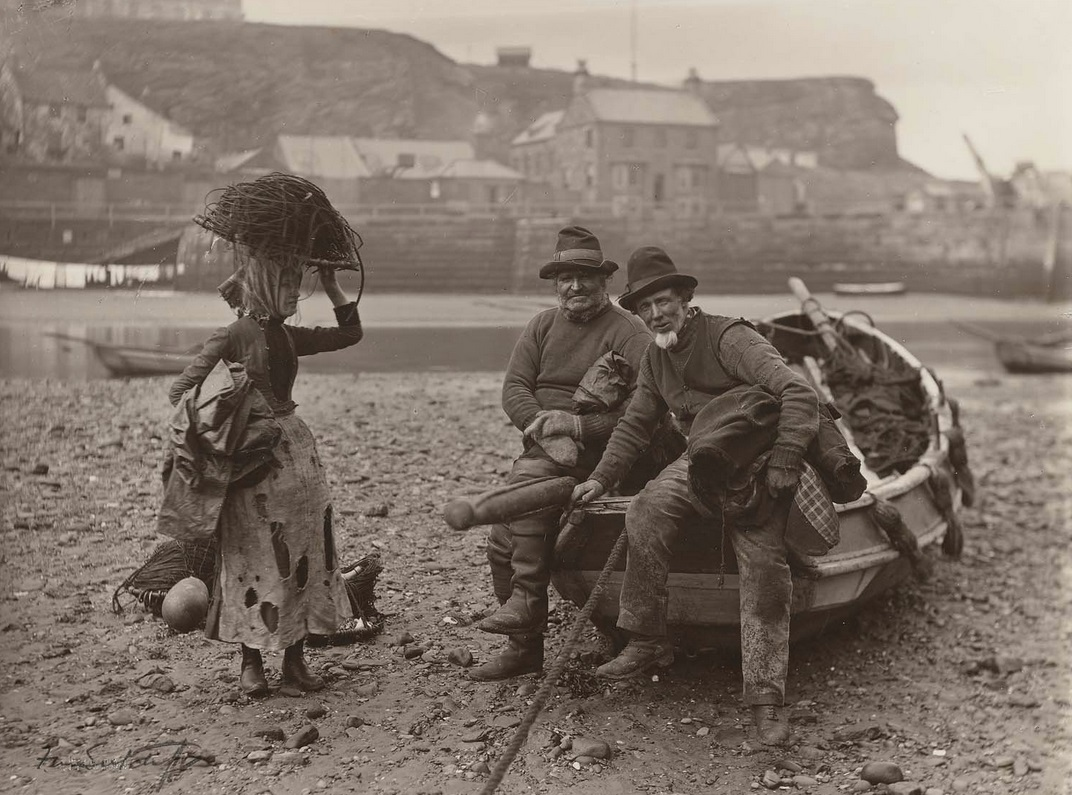
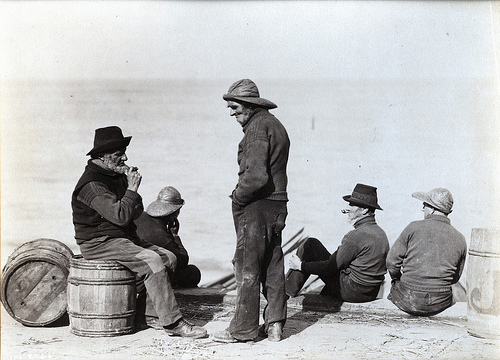
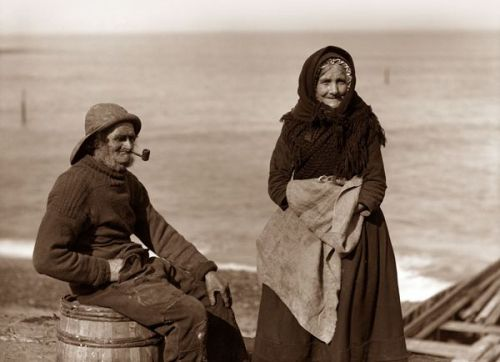
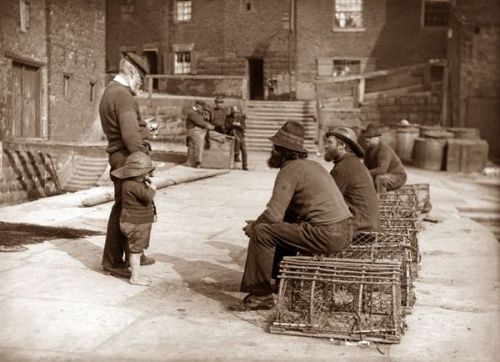
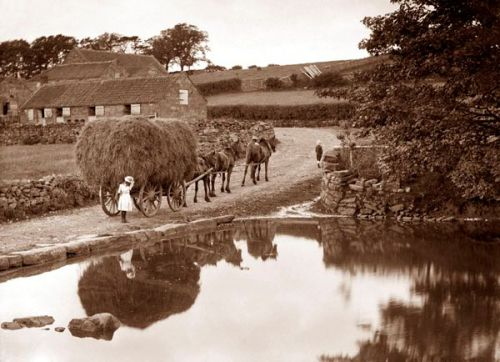
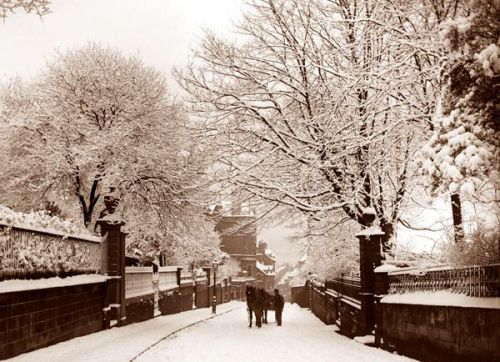
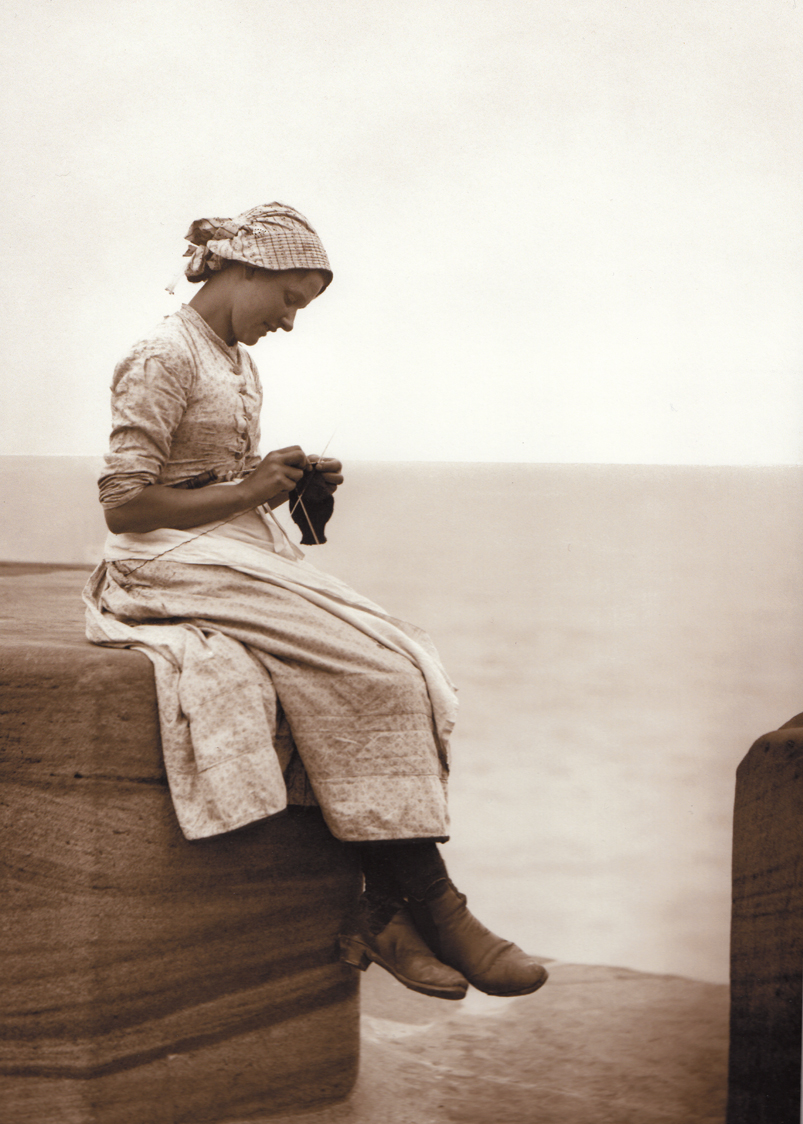
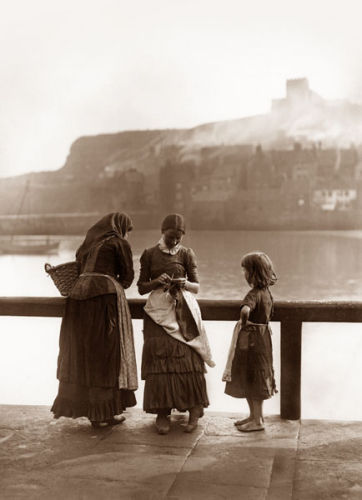
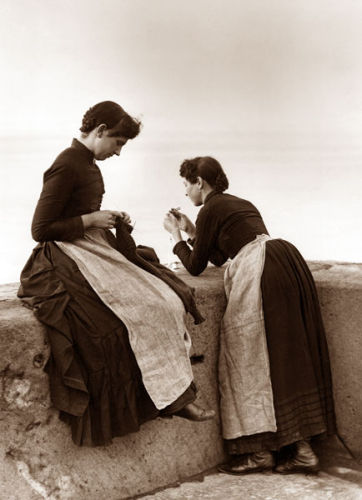
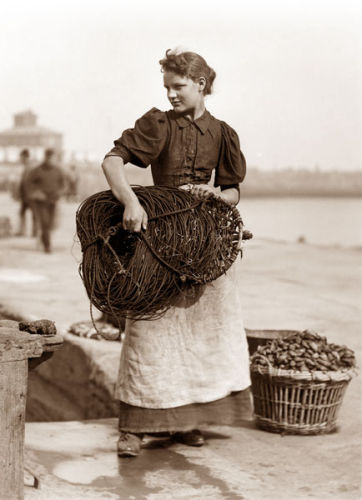
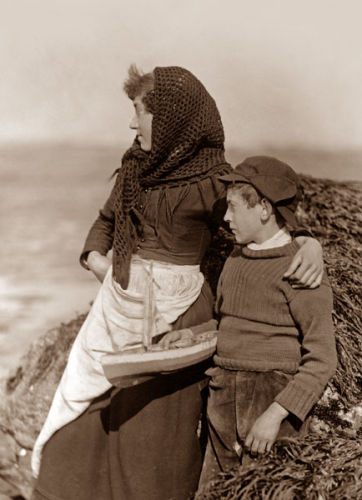
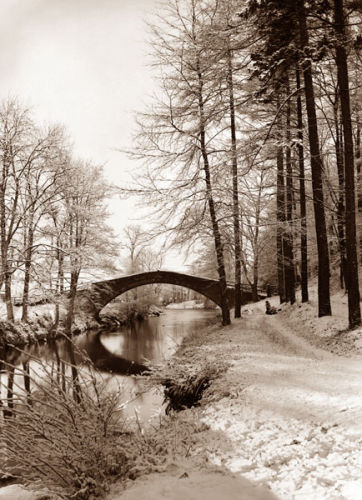
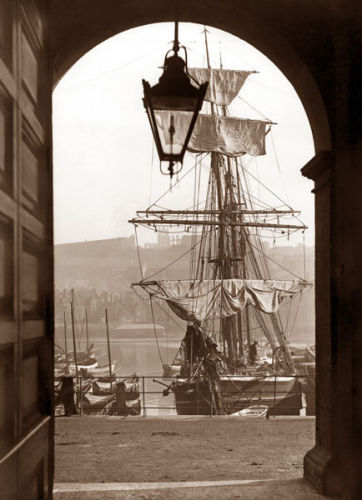